# Васьково (Тавдинський міський округ)
Ва́ськово (рос. Васьково) — присілок у складі Тавдинського міського округу Свердловської області.
Населення — 17 осіб (2010, 36 у 2002).
Національний склад населення станом на 2002 рік: росіяни — 94 %.